# Hilary Mintowt Czyż
Hilariusz (Hilary) Mintowt Czyż herbu Godziemba – podkomorzy wileński w latach 1646–1669, podsędek wileński w latach 1642–1646, cześnik wileński w latach 1638–1642, podczaszy lidzki w 1635 roku.
Poseł na sejm 1646 roku. Na sejmie 1653 roku wyznaczony z Koła Poselskiego komisarzem do zapłaty wojsku Wielkiego Księstwa Litewskiego. Na sejmie 1658 roku wyznaczony z Koła Poselskiego komisarzem do zapłaty wojsku Wielkiego Księstwa Litewskiego. Poseł na sejm 1662 roku z powiatu wileńskiego. Na sejmie 1662 roku wyznaczony z Koła Poselskiego komisarzem do zapłaty wojsku Wielkiego Księstwa Litewskiego. Poseł sejmiku wileńskiego powiatu wileńskiego na sejm wiosenny i jesienny 1666 roku.